# Velika Rakovica
Velika Rakovica – wieś w Chorwacji, w żupanii zagrzebskiej, w mieście Samobor. W 2011 roku liczyła 502 mieszkańców.